# Samathur
Samathur é uma panchayat (vila) no distrito de Coimbatore, no estado indiano de Tamil Nadu.

## Demografia
Segundo o censo de 2001,  Samathur  tinha uma população de 5752 habitantes. Os indivíduos do sexo masculino constituem 51% da população e os do sexo feminino 49%. Samathur tem uma taxa de literacia de 68%, superior à média nacional de 59.5%: a literacia no sexo masculino é de 73% e no sexo feminino é de 63%. Em Samathur, 10% da população está abaixo dos 6 anos de idade.